# اسپرینگ وود (کوئینزلند)
اسپرینگ وود (به انگلیسی: Springwood) یک حومه شهر در استرالیا است که در کوئینزلند واقع شده‌است.